# 遠的
遠的（えんてき）は、全日本弓道連盟弓道競技規則によって定められた弓道競技種目の一種。射距離は90メートル (m)、70 m、60 m、50 mの4種あるが、現在では60 mが一般的であり、ほとんどの遠的用弓道場は60 mで設計されている。的中制と得点制がある。
遠距離に対応する為に、遠的専用の細い矢を用いる選手が多い。
現在の国体弓道競技は、的中制近的競技と、得点制遠的競技 (60 m) の2種から成る。